# Civetone
Il civetone è un chetone ciclico ed uno dei più antichi ingredienti della profumeria conosciuti. Si tratta di un feromone contenuto nello zibetto, una sostanza secreta dalle ghiandole perianali dell'omonimo animale, Civettictis civetta (nome comune: zibetto). Ha un odore molto forte che può diventare piacevole quando viene fortemente diluito. Il civetone è strettamente correlata al muscone, il principale composto odorifero che si trova nel muschio, dato che entrambi i composti sono chetoni macrociclici. La struttura di civetone e muscone fu determinata nel 1926 Leopold Ruzicka. Attualmente, il civetone può essere sintetizzato anche attraverso alcuni precursori chimici presenti nell'olio di palma.